# 12095 Pinel
12095 Pinel este un asteroid din centura principală de asteroizi.

## Descriere
12095 Pinel este un asteroid din centura principală de asteroizi. A fost descoperit pe 25 aprilie 1998 la Observatorul La Silla de Eric Walter Elst. Asteroidul prezintă o orbită caracterizată de o semiaxă mare de 2,85 ua, o excentricitate de 0,02 și o înclinație de 1,4° în raport cu ecliptica.